# Vaszasatta
Vaszasatta (Wasašatta vagy Wasasatta) az egykori Mitanni ország uralkodója volt. Az asszír források a vazallus Ḫanigalbat kormányzójának nevezik. Apját, I. Sattuarát követte a hurrik országának élén, de valószínűleg sosem volt szuverén uralkodó. Apja bukását követően már csak egy asszírellenes lázadásra futotta Mitanni saját erejéből, amelynek eredményeképpen az asszírok lerombolták Irrite városát. Nevét „Muvatallisz levele Adad-nirárihoz” említi (CTH#171), tehát II. Muvatallisz (i. e. 1295–1272) és I. Adad-nirári (i. e. 1307–1275) kortársa volt.
Hanigalbat területét már teljesen a birodalmához csatolta Adad-nirári. Ez azt jelentette, hogy Asszíria közvetlenül határossá vált a karkemisi alkirálysággal, ahol ez idő tájt Szarhurunuvasz uralkodott, Szuppiluliumasz unokája. A Hattuszilisz által írt levél nem sokkal Mitanni hódolása után kelt, és elismerte Adad-nirári Hanigalbat feletti főhatóságát. Ez egy tipikus példája annak, amikor két nagyhatalom egy kiszolgáltatott állam sorsáról egyezkedik és dönt. A Hettita Birodalom az Eufráteszen túl már képtelen volt beavatkozni, Vaszasatta pedig ugyan fellázadt, de az asszírok leverték. A hettitákat erősen nyugtalanította, hogy az ütközőállam megszűnt, és az asszírok már bármikor indíthatnak támadást Észak-Szíria és Kelet-Anatólia ellen. Muvatallisz ezért békére törekedett Asszíriával, és feladta a Mitannira vonatkozó igényeit, hogy Egyiptomra koncentrálhasson. Ez vezetett végül a kádesi csatához Adad-nirári halála után.
Vaszasatta után már csak egy említés van Mitanniról az asszír forrásokban, ahol egy Sattuara nevű ember lázadásáról beszélnek. Őt sokszor azonosítják I. Sattuarával, néha II. Sattuaraként említik. Ez utóbbi esetben Vaszasatta testvére, unokatestvére vagy nagybátyja lehetett.